# 協榮三月
協榮三月（日语：キョウエイマーチ），是日本純種競賽馬匹。生涯活躍於短途至一哩賽事，曾於1997年贏得櫻花賞，並於之後以7歲（現6歲）之齡繼續贏得分級賽冠軍。

## 出賽前
1994年4月19日出生於北海道門別町（今日高町）國際牧場，直接歸於牧場負責人之一松岡留枝擁有。
出生後隨即被診斷患有骨端炎，但經過治療後成功恢復並被判定可以出賽。
1996年6月交由栗東訓練中心練馬師野村彰彥訓練。

## 競賽生涯

### 3歲（現2歲）
1996年年11月30日出戰阪神競馬場3歲新馬，於松永幹夫策騎下以拋離第二名1.7秒的大差差距獲得首勝。順帶一提，本場新馬戰跑獲第三的賽駒爲日後菊花賞冠軍待兼福來。
其後出戰條件戰千兩賞，最終以第三完賽。

### 4歲（現3歲）
1996年初，其於條件戰寒梅賞一放到底獲得冠軍後，隨即又於公開賽妖精錦標跑出末腳奪冠。
3月9日出戰報知盃四歲牝馬特別，比賽途中發揮優秀的速度率先於直路獲得領先，其後繼續加速下拋離第二的She's Princess 7馬位大勝奪得首個分級賽冠軍。
4月6日出戰櫻花賞，雖然處於對一哩賽事不利的第18檔大外檔，但仍然憑藉於前哨戰的佳績壓過上年度最佳3歲雌馬目白多伯獲得第一人氣。比賽開始後，其保持穩定節奏於第二的位置追趕前方領放馬Miniskirt，並於通過第四彎道後開始逐步進佔領先位置。進入直路後，其並未受到後方壓力影響，反而繼續衝刺下大幅拋離對手，最終成功拉開後上的目白多伯4馬位，以近乎無敵的姿態奪得首個一級賽事冠軍。陣營方面，此次勝利爲騎師松永、練馬師野村彰彥及生產者國際牧場帶來首個一級賽頭銜。
其後繼續出戰優駿牝馬（日本橡樹大賽），因於櫻花賞的表現獲得第一人氣。比賽開始後，其與往常一樣於前方位置領放，但最終於直路上體力不支失速沉底，以第十一大敗。
放草過後於秋季出戰玫瑰錦標，一放到底之下成功於直路抵擋Maple Syrup及採珠的追擊，再次奪得分級賽冠軍。
10月19日出戰秋華賞，比賽途中一直保持節奏處於第二，通過第四彎道後開始進佔領先位置，但於直路中段被跑出全場最快末腳的目白多伯超越，最終被對手拉開2 1/2馬位差距落敗得第二。
其後陣營考慮其距離適性，並未安排其出戰女皇伊利沙伯二世盃，而是出戰一哩冠軍賽。比賽開始後，其於前方和同爲領放馬的無聲鈴鹿一同採用快放戰術，並做出前1000米56.5秒的超高步速。進入直路後，無聲鈴鹿失速沉底，而協榮三月則有餘力堅持繼續領先，可惜於終點線前被大樹快車超越，最終以第二完賽。
其後出戰短途馬錦標，僅次大樹快車獲得第二人氣。比賽開始後，其於第二的位置推進，但於進入直路後再次失速沉底，最終以第十一大敗。

### 5歲（現4歲）
1997年首戰爲讀賣盃，比賽途中繼續採用領放戰術，可惜於直路稍欠加速力度被星期天及大隅鉅子超越得第三。
其後並未延續此前的良好戰績，先於絲路錦標以第十一大敗，夏季放草後出戰天鵝錦標、一哩冠軍賽及阪神牝馬特別分別跑獲第六、第六及第四，以零勝的戰績結束了5歲生涯。

### 6歲（現5歲）
1998年雖然有退役的傳聞，但最終陣營仍然決定安排其出賽，並於1月31日出戰二月錦標，爲其闊別2年的泥地賽事。比賽開始後，其隨即搶奪位置進行領放，並一度領先直至直路中段，但最終於些微失速之下被對手超越以第五完賽。
3月7日出戰讀賣盃，比賽途中再次施展領放戰術帶領馬群直至直路，可惜於直路中段轉趨力弱，即使奮力堅持跑出全場第二快末腳，仍然被跑出全場最快末腳的Egao o Misete超越獲得第二。
其後出戰阪急盃，比賽途中於第二位置推進，通過彎道時開始加速超越領放馬並建立優秀，最終保持速度下成功以1馬位優勢奪得時隔1年7個月的分級賽冠軍。
完成阪急盃後，陣營認爲其有能力向短途一級賽挑戰，因而安排其出戰高松宮紀念。但最終不敵真僥倖、採珠及新光森林三匹強敵，以第四完賽。
6月13日出戰安田紀念，受到漏閘影響只能於中團位置追走，但進入直路後未能進一步加速爆發末腳，最終以第九落敗。
放草過後以一哩冠軍南部盃作爲秋季首戰，於其中僅敗於Nihon Pillow Jupiter獲得亞軍。
其後回歸草地賽事出戰一哩冠軍賽及短途馬錦標，分別獲得第五及第十三。

### 7歲（現6歲）
2000年出戰本年度縮程至1600米的京都金盃，雖然以57公斤的頂磅出戰，但仍然成功以先頭戰術一路保持優先直至終點，最終以5馬位優勢拋離第二的愛美皇以7歲之齡奪冠。
其後出戰二月錦標以第十一大敗，出戰黑船賞回勇獲得第三後又於讀賣盃以第六落敗。
完成讀賣盃後，陣營宣佈安排其退役，並取消於日本中央競馬會的賽駒註冊。

### 詳細賽績
| 日期       | 舉辦國家 | 馬場 | 距離   | 級別     | 賽事名稱           | 負重 | 騎師       | 馬號 | 出馬 | 名次 | 時間   | 頭馬（二馬）         |
| ---------- | -------- | ---- | ------ | -------- | ------------------ | ---- | ---------- | ---- | ---- | ---- | ------ | -------------------- |
| 30/11/1996 | 日本     | 阪神 | 泥1200 |          | 3歲新馬            | 53   | 松永幹夫   | 4    | 13   | 1    | 1:13.4 | （Erimo Shiten O）   |
| 22/12/1996 | 日本     | 阪神 | 草1600 |          | 千兩賞             | 53   | 橋本美純   | 9    | 16   | 3    | 1:36.7 | Hokko Beauty         |
| 12/1/1997  | 日本     | 京都 | 泥1400 |          | 寒梅賞             | 53   | 松永幹夫   | 9    | 9    | 1    | 1:24.9 | （Tagano Lapis）     |
| 16/2/1997  | 日本     | 京都 | 草1600 | OP       | 妖精錦標           | 53   | 松永幹夫   | 3    | 15   | 1    | 1:36.7 | （Hokko Beauty）     |
| 9/3/1997   | 日本     | 阪神 | 草1400 | GII      | 報知盃四歲牝馬錦標 | 54   | 松永幹夫   | 14   | 16   | 1    | 1:21.4 | （She's Princess）   |
| 6/4/1997   | 日本     | 阪神 | 草1600 | GI       | 櫻花賞             | 55   | 松永幹夫   | 18   | 18   | 1    | 1:36.9 | （目白多伯）         |
| 25/5/1997  | 日本     | 東京 | 草2400 | GI       | 優駿牝馬           | 55   | 松永幹夫   | 14   | 16   | 11   | 2:31.2 | 目白多伯             |
| 21/9/1997  | 日本     | 阪神 | 草2000 | GII      | 玫瑰錦標           | 54   | 松永幹夫   | 8    | 11   | 1    | 2:01.6 | （Maple Syrup）      |
| 19/10/1997 | 日本     | 京都 | 草2000 | GI       | 秋華賞             | 55   | 松永幹夫   | 17   | 18   | 2    | 2:00.5 | 目白多伯             |
| 16/11/1997 | 日本     | 京都 | 草1600 | GI       | 一哩冠軍賽         | 53   | 松永幹夫   | 11   | 16   | 2    | 1:33.7 | 大樹快車             |
| 14/12/1997 | 日本     | 中山 | 草1200 | GI       | 短途馬錦標         | 53   | 松永幹夫   | 15   | 16   | 11   | 1:09.7 | 大樹快車             |
| 8/3/1998   | 日本     | 阪神 | 草1600 | GII      | 讀賣盃             | 56   | 松永幹夫   | 12   | 11   | 3    | 1:34.0 | Big Week             |
| 26/4/1998  | 日本     | 京都 | 草1200 | GIII     | 絲路錦標           | 56   | 松永幹夫   | 7    | 12   | 11   | 1:09.5 | 採珠                 |
| 31/10/1998 | 日本     | 京都 | 草1400 | GII      | 天鵝錦標           | 57   | 松永幹夫   | 14   | 14   | 6    | 1:23.0 | 皇家鈴鹿             |
| 22/11/1998 | 日本     | 京都 | 草1600 | GI       | 一哩冠軍賽         | 55   | 秋山真一郎 | 1    | 13   | 6    | 1:34.3 | 大樹快車             |
| 20/12/1998 | 日本     | 阪神 | 草1600 | GII      | 阪神牝馬特別       | 57   | 秋山真一郎 | 4    | 13   | 4    | 1:35.2 | Egao o Misete        |
| 31/1/1999  | 日本     | 東京 | 泥1600 | GI       | 二月錦標           | 55   | 秋山真一郎 | 7    | 16   | 5    | 1:36.8 | Meisei Opera         |
| 7/3/1999   | 日本     | 阪神 | 草1600 | GII      | 讀賣盃             | 57   | 秋山真一郎 | 8    | 14   | 2    | 1:35.7 | Egao O Misete        |
| 10/4/1999  | 日本     | 阪神 | 草1200 | GIII     | 阪急盃             | 56.5 | 秋山真一郎 | 3    | 16   | 1    | 1:08.6 | （廣受歡迎）         |
| 23/5/1999  | 日本     | 中京 | 草1200 | GI       | 高松宮紀念         | 55   | 松永幹夫   | 15   | 16   | 4    | 1:08.2 | 真僥倖               |
| 13/6/1999  | 日本     | 東京 | 草1600 | GI       | 安田紀念           | 56   | 秋山真一郎 | 5    | 14   | 9    | 1:34.7 | 空中聖戰             |
| 11/10/1999 | 日本     | 盛岡 | 泥1600 | 地方GI   | 一哩冠軍南部盃     | 54   | 秋山真一郎 | 8    | 12   | 2    | 1:38.9 | Nihon Pillow Jupiter |
| 21/11/1999 | 日本     | 京都 | 草1600 | GI       | 一哩冠軍賽         | 55   | 秋山真一郎 | 10   | 18   | 5    | 1:33.4 | 空中聖戰             |
| 19/12/1999 | 日本     | 中山 | 草1200 | GI       | 短途馬錦標         | 55   | 秋山真一郎 | 3    | 16   | 13   | 1:09.8 | 黑鷹                 |
| 5/1/2000   | 日本     | 京都 | 草1600 | GIII     | 京都金盃           | 57   | 秋山真一郎 | 6    | 16   | 1    | 1:33.4 | （愛美皇）           |
| 20/2/2000  | 日本     | 東京 | 泥1600 | GI       | 二月錦標           | 55   | 秋山真一郎 | 8    | 16   | 11   | 1:36.8 | 飛箭                 |
| 21/3/2000  | 日本     | 高知 | 泥1400 | 地方GIII | 黑船賞             | 56   | 秋山真一郎 | 7    | 12   | 3    | 1:28.8 | Be My Nakayama       |
| 15/4/2000  | 日本     | 阪神 | 草1600 | GII      | 讀賣盃             | 58   | 秋山真一郎 | 3    | 18   | 6    | 1:34.8 | 礦脈                 |

## 退役後
退役後，協榮三月成爲了繁殖雌馬，於北海道早來町（今安平町）北部牧場休養，於2001年進行配種。首匹子嗣Vite Marcher於2002年出生，可於2004年出賽。2005年10月1日經已於勝出中央的未勝利戰。雖然其直系後代成績不佳，但其血統仍然憑藉首批子嗣Vite Marcher以雌系的方式流傳並誕生不少優秀賽駒，如於2021年勝出育馬者盃雌馬大賽的Marche Lorraine及2023年一哩冠軍賽冠軍匯兩川分別爲其外孫女及曾外孫女。
2007年5月8日產出第四匹子嗣Imperial March後發生腸道變位，於5月9日因病情惡化死亡，享年13歲。

### 詳細繁殖資料
| 數目   | 馬名           | 出生年 | 性別 | 父系          | 練馬師                                         | 馬主                         | 戰績                            |
| ------ | -------------- | ------ | ---- | ------------- | ---------------------------------------------- | ---------------------------- | ------------------------------- |
| 第一匹 | Vite Marcher   | 2002   | 雌   | French Deputy | 美浦・小島太                                   | Carrot Farm Co Ltd           | 9戰1冠0亞2季（退役・繁殖）      |
| 第二匹 | Vite Vaincre   | 2003   | 雄   | 百仁時間      | 栗東・中竹和也 →大井・赤間清松 →川崎・山崎尋美 | Carrot Farm Co Ltd →池谷誠一 | 11戰0冠2亞2季（退役）           |
|        | （受胎失敗）   |        |      | 夜舞          |                                                |                              |                                 |
|        | （受胎失敗）   |        |      | Forty Niner   |                                                |                              |                                 |
| 第三匹 | 凱旋曲         | 2006   | 雄   | 特別週        | 栗東・角居勝彥                                 | Carrot Farm Co Ltd           | 21戰3冠7亞2季（退役）           |
| 第四匹 | Imperial March | 2007   | 雄   | 新宇宙        | 栗東・音無秀孝 →船橋・出川克己                 | Carrot Farm Co Ltd           | 30戰6冠7亞1季（登錄取消・死亡） |

## 血統簡介
父系勇舞爲美國生產的英國賽駒，生涯僅得一敗，曾於1986年奪得凱旋門大賽冠軍，被譽爲1980年代歐洲最強賽駒。祖父利法爾爲美國生產的法國賽駒，出自著名種馬北地舞人系，生涯亦僅得一敗，退役後亦成爲歐洲著名種馬，現以成爲一支獨立系統。
母系Inter Charmant爲日本賽駒，生涯戰績可圈可點，雖有勝場但未突破條件戰級別。外祖父Bravest Roman爲美國賽駒，生涯戰績不俗，曾勝出二級賽薩拉納克錦標。

### 血統表
| 父線：利法爾系（北地舞人系）           |                                |              |                |
| 種馬 勇舞 1983年（棗色）               | 利法爾 1969年（棗色）          | 北地舞人     | 新北區         |
| 種馬 勇舞 1983年（棗色）               | 利法爾 1969年（棗色）          | 北地舞人     | Natalma        |
| 種馬 勇舞 1983年（棗色）               | 利法爾 1969年（棗色）          | Goofed       | Court Martial  |
| 種馬 勇舞 1983年（棗色）               | 利法爾 1969年（棗色）          | Goofed       | Barra          |
| 種馬 勇舞 1983年（棗色）               | Navajo Princess 1974年（棗色） | Drone        | Sir Gaylord    |
| 種馬 勇舞 1983年（棗色）               | Navajo Princess 1974年（棗色） | Drone        | Cap and Bell   |
| 種馬 勇舞 1983年（棗色）               | Navajo Princess 1974年（棗色） | Olmec        | Pago Pago      |
| 種馬 勇舞 1983年（棗色）               | Navajo Princess 1974年（棗色） | Olmec        | Chocolate Beau |
| 繁殖雌馬 Inter Charmant 1987年（棗色） | Bravest Roman 1972年（棗色）   | Never Bend   | Nasrullah      |
| 繁殖雌馬 Inter Charmant 1987年（棗色） | Bravest Roman 1972年（棗色）   | Never Bend   | Lalun          |
| 繁殖雌馬 Inter Charmant 1987年（棗色） | Bravest Roman 1972年（棗色）   | Roman Song   | Roman          |
| 繁殖雌馬 Inter Charmant 1987年（棗色） | Bravest Roman 1972年（棗色）   | Roman Song   | Quiz Song      |
| 繁殖雌馬 Inter Charmant 1987年（棗色） | Tokino Shrilly 1978年（栗色）  | Stintino     | Sheshoon       |
| 繁殖雌馬 Inter Charmant 1987年（棗色） | Tokino Shrilly 1978年（栗色）  | Stintino     | Cynara         |
| 繁殖雌馬 Inter Charmant 1987年（棗色） | Tokino Shrilly 1978年（栗色）  | Tomi Nishiki | Your Highness  |
| 繁殖雌馬 Inter Charmant 1987年（棗色） | Tokino Shrilly 1978年（栗色）  | Tomi Nishiki | Suzuki Narubi  |
| 雌系：號族：7-d                        |                                |              |                |
| 五代內近親交配：Nearco 5×5             |                                |              |                |

## 命名由來
名字中，Kyoei（キョウエイ）是馬主松岡留枝之冠名，出自其所經營之廣告公司Kyoei Ad Internetional Co. Ltd.，香港則採音譯，翻譯为「協榮」；March（マーチ）其實是「行進」、「前進」的意思，但香港於翻譯時，誤植为另一意思「三月」。

## 外部連結
- 協榮三月 netkeiba.com （页面存档备份，存于）
- 血統表 （页面存档备份，存于）